# Йозеф Вільбранд
Йозеф Вільбранд (нім. Franz Joseph Julius Wilbrand; 6 листопада 1811 — 6 липня 1894, Гіссен) — німецький судовий медик. Син Йоганна Бернхарда Вільбранда, племінник Фердинанда фон Рітгена, батько відкривача тринітротолуола Юліуса Вільбранда.
Вивчав медицину в Гіссені під керівництвом свого батька і дядька. У 1833 році захистив там само дисертацію, з 1840 екстраординарний, з 1843 ординарний професор аж до виходу на пенсію в 1888 році.
Опублікував підручники «Анатомія і фізіологія центральної структури нервової системи» (нім. Anatomie und Physiologie der Centralgebilde des Nervensystems; Гіссен, 1840) і «Підручник судової психології для лікарів і юристів» (нім. Lehrbuch der gerichtlichen Psychologie für Aerzte und Juristen; Ерланген, 1858), найбільше відомий ранньою роботою «До оцінки лікарського дії креозоту» (нім. Beiträge zur Würdigung der arzneilichen Wirkung des Kreosot's; 1834), в якій запропонував використовувати цю речовину для лікування золотухи. У пізні роки виступив з узагальнюючими творами «Про віки людини і терміни людського життя» (нім. Von den Lebensaltern des Menschen und der menschlichen Lebensdauer; Штутгарт, 1876) і «Про сутність людини з судово-медичної точки зору» (нім. Ueber das Wesen des Menschen vom gerichtlich-medicinischen Standpunkte aus; Гіссен, 1882).